# Masako Hōjō
Masako Hōjō (jap. 北条 政子 Hōjō Masako; ur. 1157, zm. 16 sierpnia 1225) – żona pierwszego sioguna Japonii, wywierała znaczny wpływ na życie polityczne kraju po śmierci męża.
W 1199 r. po śmierci swojego męża Yoritomo Minamoto, który ustanowił system siogunatu w Japonii, przedstawiciele rodziny Masako – Hōjō – przejęli pełnienie funkcji pierwszego doradcy, a następnie regenta (shikken). Nominalnie władza pozostała w rękach siogunów, ale rzeczywistą władzę sprawowali dziedziczni regenci z rodu Hōjō. 
W 1203 r. Masako doprowadziła do objęcia stanowiska regenta przez swojego ojca Tokimasę Hōjō, który miał rządzić w imieniu jej syna z małżeństwa z Yoritomo. Po śmierci najstarszego syna Yori'ie Minamoto, który został zamordowany w 1204 r., władzę sioguna przejął jej drugi syn, Sanetomo. Także i na jego życie dokonano zamachu, a o udział w spisku oskarżono ojca Masako. W tej sytuacji Masako, w porozumieniu z bratem Yoshitoki pozbawiła ojca władzy i sama przejęła rządy. Po śmierci Sanetomo, który zginął w 1219 r., Masako obsadziła na tronie siogunów prawnuka Yoritomo. Sprawowała wraz z bratem faktyczne rządy nad krajem, aż do swojej śmierci 16 sierpnia 1225 r.

## Bibliografia

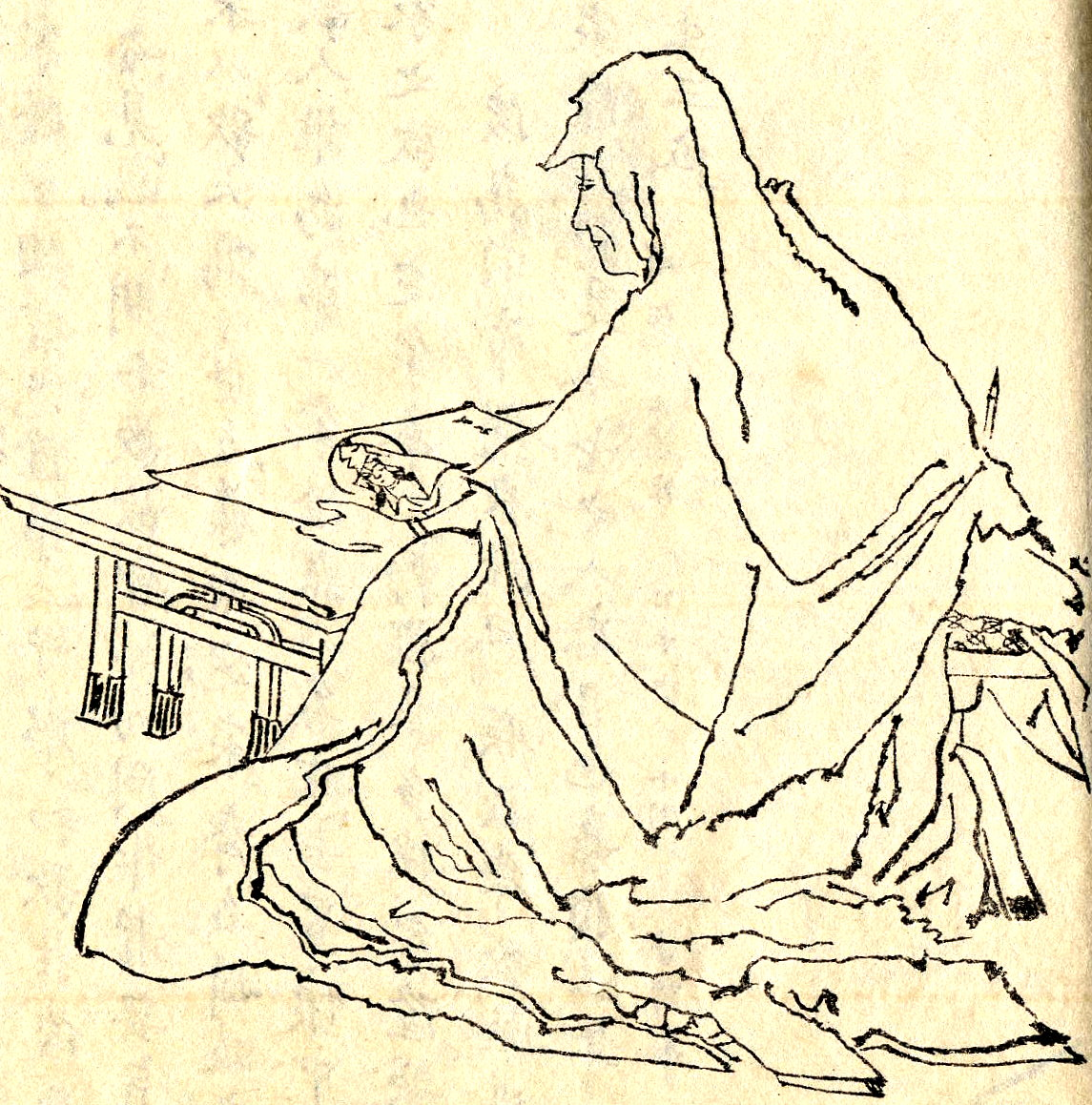
Masako Hōjō, rysunek Yōsaia Kikuchiego (1781-1878)